# Kalakukko

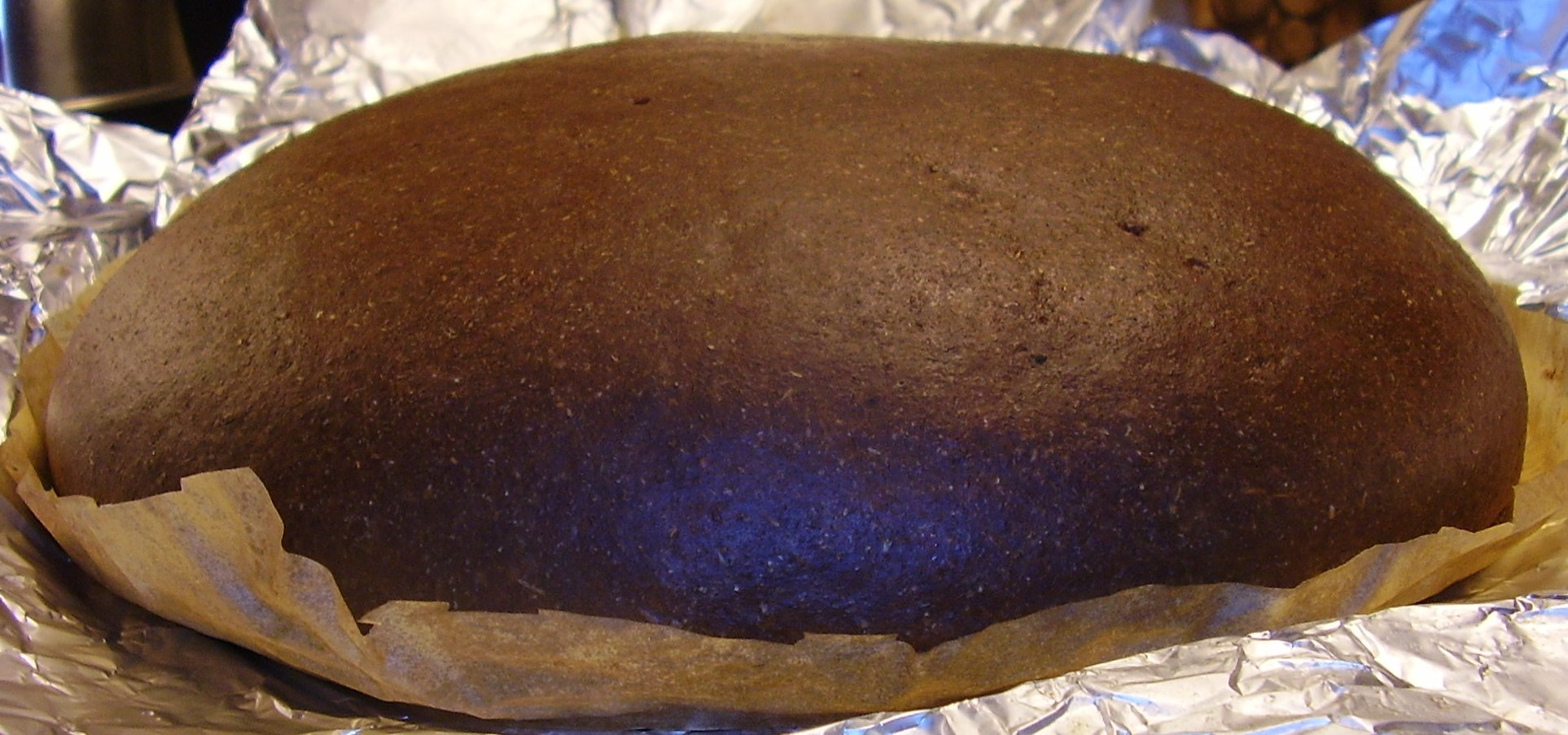
Kalakukko

Kalakukko é um prato típico finlandês, da região da Savônia. Consiste de um pão recheado, normalmente feito com farinha de centeio, mas também pode ser adicionada farinha de trigo. O recheio consiste de carne de peixe, de porco e bacon, temperados com sal, se a carne de porco não for salgada. Tradicionalmente, o peixe usado é o corégono, mas pode ser preparado com salmão ou perca.
Depois de assado por algumas horas, o kalakukko parece-se com uma grande broa de centeio. Se preparado corretamente, durará por muito tempo. A bebida apropriada para acompanhá-lo é o leite de manteiga. 